# Holland Ladies Tour
O Holland Ladies Tour (atualmente Simac Ladies Tour por razões de patrocínio) é uma corrida profissional de ciclismo de estrada de elite feminina, realizada anualmente em setembro desde 1998 na Holanda. É uma corrida com 6 ou 7 etapas. A corrida não foi realizada em 2020.

## Palmarés
| Ano  | Vencedor                    | Segundo              | Terceiro             |           |
| ---- | --------------------------- | -------------------- | -------------------- | --------- |
| 1998 | Elsbeth Vink                | Leontien van Moorsel | Ingunn Bollerud      |           |
| 1999 | Leontien van Moorsel        | Judith Arndt         | Susanne Ljungskog    |           |
| 2000 | Mirjam Melchers             | Ina-Yoko Teutenberg  | Susanne Ljungskog    |           |
| 2001 | Petra Rossner               | Diana Žiliūtė        | Debby Mansveld       |           |
| 2002 | Debby Mansveld              | Mirjam Melchers      | Arenda Grimberg      |           |
| 2003 | Susanne Ljungskog           | Trixi Worrack        | Olga Zabelinskaya    |           |
| 2004 | Mirjam Melchers             | Trixi Worrack        | Sissy van Alebeek    |           |
| 2005 | Tanja Schmidt-Hennes        | Susanne Ljungskog    | Mirjam Melchers      |           |
| 2006 | Susanne Ljungskog           | Trixi Worrack        | Judith Arndt         |           |
| 2007 | Kristin Armstrong           | Judith Arndt         | Linda Villumsen      |           |
| 2008 | Charlotte Becker            | Ina-Yoko Teutenberg  | Irene van den Broek  |           |
| 2009 | Marianne Vos                | Kirsten Wild         | Ina-Yoko Teutenberg  |           |
| 2010 | Marianne Vos                | Kirsten Wild         | Ellen van Dijk       |           |
| 2011 | Marianne Vos                | Emma Johansson       | Kirsten Wild         |           |
| 2012 | Marianne Vos                | Evelyn Stevens       | Judith Arndt         |           |
| 2013 | Ellen van Dijk              | Annemiek van Vleuten | Lizzie Armitstead    |           |
| 2014 | Evelyn Stevens              | Lisa Brennauer       | Ellen van Dijk       |           |
| 2015 | Lisa Brennauer              | Lucinda Brand        | Ellen van Dijk       |           |
| 2016 | Chantal Blaak               | Ellen van Dijk       | Alena Amialiusik     |           |
| 2017 | Annemiek van Vleuten        | Anna van der Breggen | Ellen van Dijk       |           |
| 2018 | Annemiek van Vleuten        | Ellen van Dijk       | Anna van der Breggen |           |
| 2019 | Christine Majerus           | Lorena Wiebes        | Lisa Klein           |           |
| 2020 | cancelado                   | cancelado            | cancelado            | cancelado |
| 2021 | Chantal van den Broek-Blaak | Marlen Reusser       | Ellen van Dijk       |           |
| 2022 | Lorena Wiebes               | Audrey Cordon-Ragot  | Karlijn Swinkels     |           |
| 2023 | Lotte Kopecky               | Lorena Wiebes        | Anna Henderson       |           |
| 2024 | Lotte Kopecky               | Franziska Koch       | Zoe Bäckstedt        |           |
| 2025 |                             |                      |                      |           |

### Vitórias por país
| País           | Vitórias |
| -------------- | -------- |
| Países Baixos  | 15       |
| Alemanha       | 4        |
| Suécia         | 2        |
| Estados Unidos | 2        |
| Luxemburgo     | 1        |
| Bélgica        | 1        |